# Ekeby-Almby
Ekeby-Almby è un'area urbana della Svezia situata nel comune di Örebro, contea di Halland.
La popolazione rilevata nel censimento 2010 era di 1 271 abitanti .